# Thomas-Großohrfledermaus
Die Thomas-Großohrfledermaus (Histiotus laephotis) ist eine Art in der Familie der Glattnasen, die im Südwesten Südamerikas vorkommt. Die Population wurde zeitweilig als Unterart der Gewöhnlichen Großohrfledermaus (Histiotus macrotus) oder der Kleinen Großohrfledermaus (Histiotus montanus) gelistet. Seit 2001 ist sie als Art anerkannt.

## Merkmale

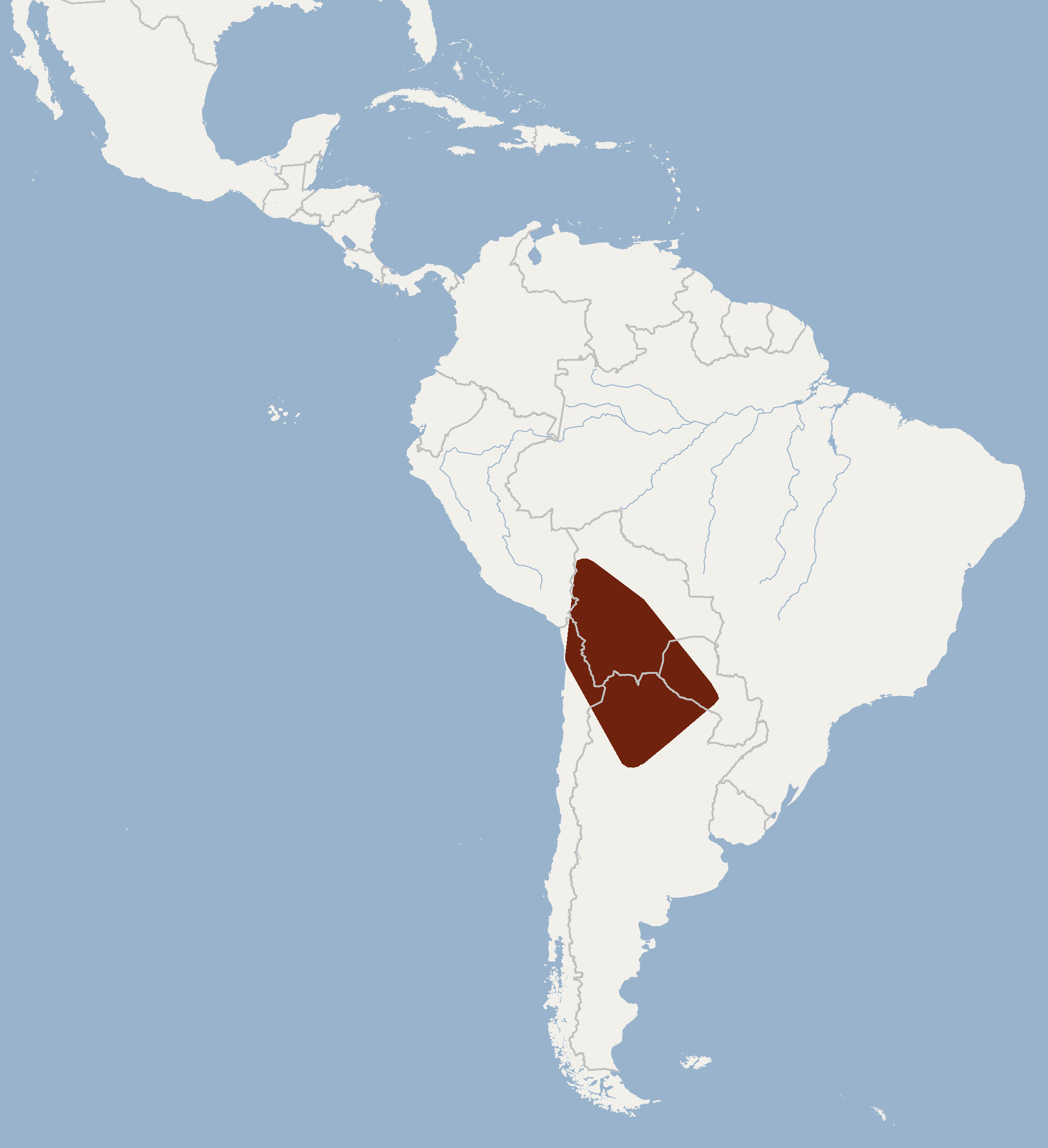
Grobe Darstellung des Verbreitungsgebiets

Ausgewachsene Exemplare erreichen eine Kopf-Rumpf-Länge von 57 bis 68 mm, eine Schwanzlänge von 43 bis 59 mm und ein Gewicht von 9 bis 14 g. Wie der deutsche Name andeutet, sind die Ohren mit 27 bis 40 mm Länge auffällig groß. Die Ohren sind auf der Stirn mit einem Hautstreifen verbunden. Die Haare der Oberseite sind entweder hellbraun oder braun oder sie besitzen mehrere Abschnitte in diesen Farben. Auf der Unterseite wird das Fell aus Haaren gebildet, die an der Wurzel schwarz und an den Spitzen gelb sind. Die Thomas-Großohrfledermaus besitzt hellbraune Flughäute, die leicht durchscheinend sind.

## Verbreitung
Das Verbreitungsgebiet reicht vom zentralen Peru über das westliche Bolivien und das westliche Paraguay bis in den Nordwesten Argentiniens und den Norden Chiles. Diese Fledermaus lebt im Hügelland und in den Anden zwischen 350 und 3700 Meter Höhe. Sie hält sich hauptsächlich in Wäldern auf. Im südwestlichen Teil des Verbreitungsgebiets kommt sie auch in trockenen offenen Landschaften vor.

## Lebensweise
Die Thomas-Großohrfledermaus ist nachtaktiv und ruht am Tage in Baumhöhlen oder in Gebäuden. Das Versteck wird oft mit der Mexikanischen Bulldoggfledermaus oder mit Mausohren (Myotis) geteilt. Die Exemplare jagen Insekten mit Hilfe der Echoortung. Die einzelnen Rufe sind etwa 1,3 Millisekunden lang und die Frequenz fällt dabei von 38 auf 26 kHz. Weibchen mit milchführenden Zitzen konnten im August registriert werden.

## Bedrohung
Rodungen in der Bergwaldstufe Yunga wirken sich negativ auf den Bestand aus. Dabei nimmt die Population geringfügig ab. Die IUCN listet die Art als „nicht gefährdet“ (least concern).